# Johanniterufer
Das Johanniterufer ist eine Straße am Rande der Trierer Innenstadt. Sie verläuft entlang der Mosel zwischen Römerbrücke und Hinter dem Zollamt. Im Süden geht das St.-Barbara-Ufer unmittelbar in das Johanniterufer über, das nördlich als Krahnenufer fortgeführt wird.

## Geschichte
Der Name leitet sich von der einstigen Komturei des Johanniterordens nahe der Römerbrücke ab. Diese Komturei wurde bereits 1312 vom Templerorden übernommen und 1804 abgetragen.

## Kulturdenkmäler
Unter den Kulturdenkmälern sticht besonders der Alte Zollkran hervor, ein Tretraddrehkran aus dem 18. Jahrhundert. Zudem steht an der Straße das Pegelhaus von 1897, eines der ältesten seiner Art in Rheinland-Pfalz. Außerdem gibt es in der Straße einige Naturdenkmäler wie die Schwarze Maulbeere und die Linde am Johanniterufer 1.

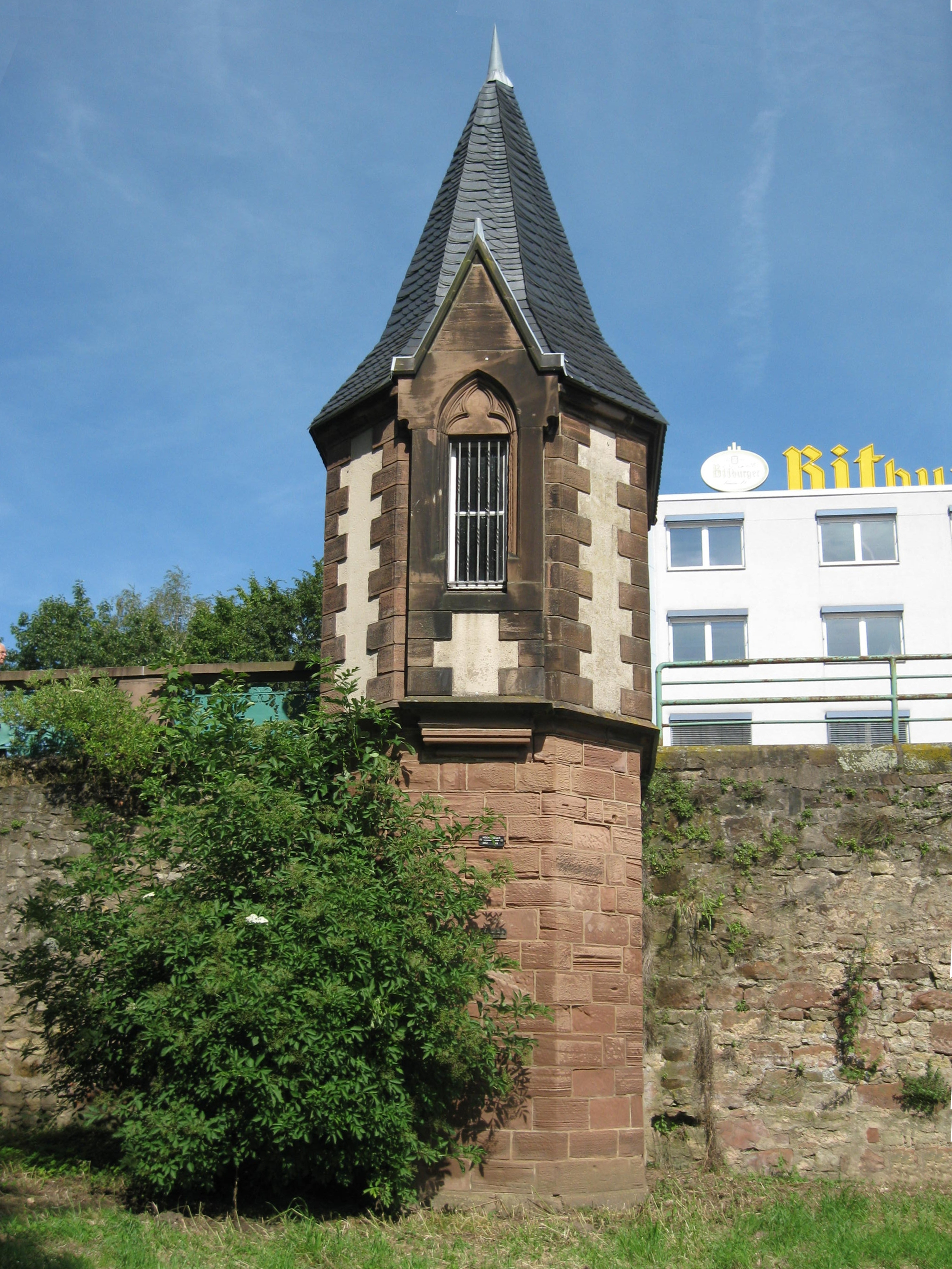
Denkmalgeschütztes Pegelhaus
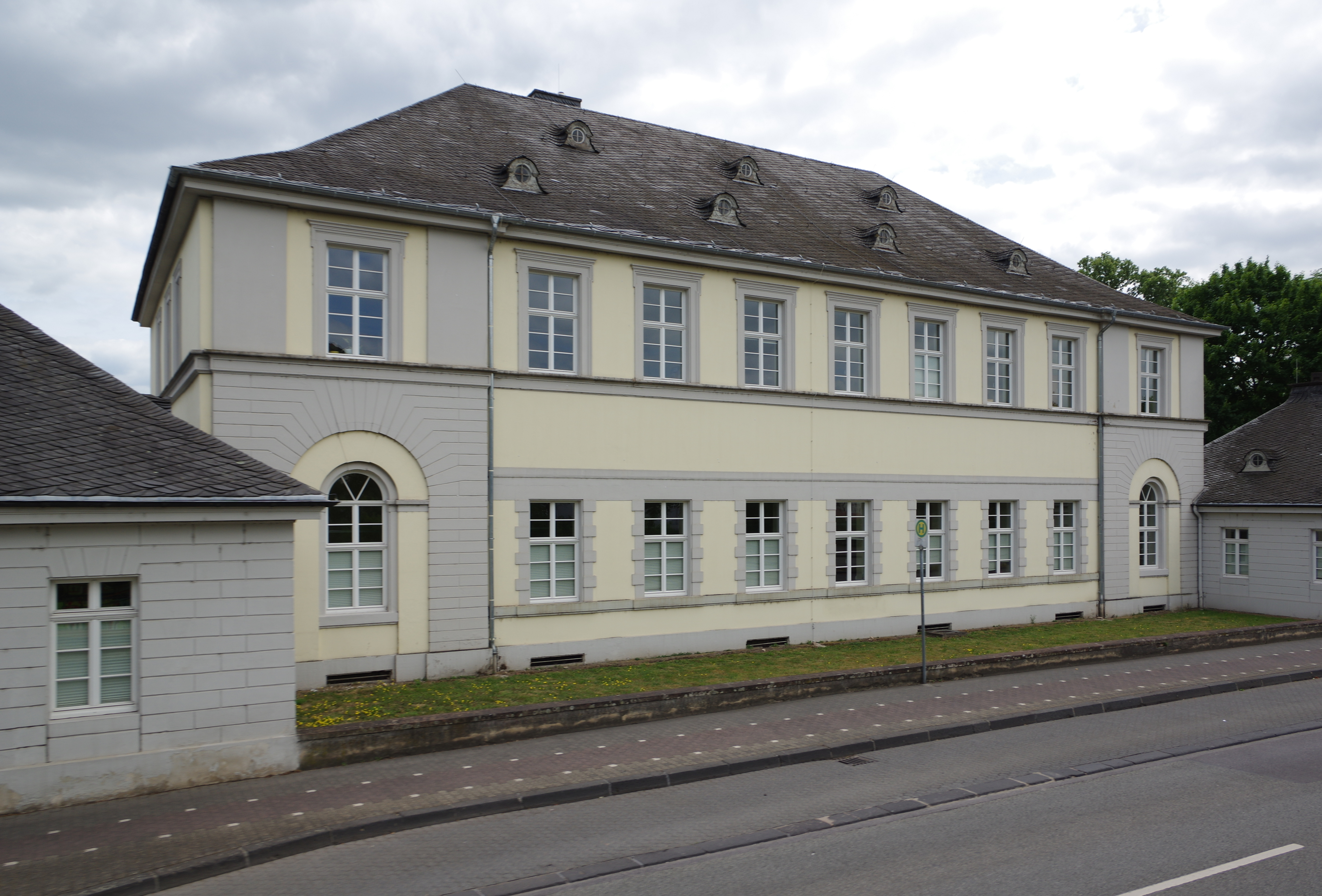
Ehemaliges Hauptzollamt